# Бельское воеводство
Бельское воеводство — административно-территориальная единица Польши. Существовало в период с 1975 по 1998 год.
Население воеводства на момент расформирования составляло 927 500 человек. Административным центром был город Бельско-Бяла. После Административной реформы Польши воеводство прекратило своё существование и его территория была разделена между Силезским и Малопольским воеводствами.

## Города
Города Бельского воеводства по числу жителей (по состоянию на 31 декабря 1998 года):
- Бельско-Бяла — 180 307
- Освенцим — 43 860
- Цешин — 37 599
- Живец — 32 455
- Андрыхув — 22 996
- Вадовице — 19 526
- Кенты — 19 520
- Устронь — 15 968
- Скочув — 15 832
- Висла — 11 815
- Суха-Бескидзка — 9891
- Хелмек — 9361
- Макув-Подхаляньский — 5909
- Щирк — 5593
- Кальвария-Зебжидовская — 4534
- Затор — 3595
- Струмень — 3447
- Вилямовице — 2768

## Население
| Год       | 1975    | 1980    | 1985    | 1990    | 1995    | 1998    |
| Население | 779 300 | 829 900 | 873 600 | 900 300 | 918 600 | 927 500 |